# الأدميرال: التيارات الهادرة
الأدميرال:التيارات الهادرة (بالكورية: 명량) هو فيلم أكشن حربي تاريخي من إخراج كيم هان مين، مبني على أحداث معركة ميونغنيانغ. الفيلم من بطولة تشوي مين سيك و‌ريو سونغ ريونغ. عرض في كوريا الجنوبية في 30 يوليو 2014.

## روابط خارجية
- الأدميرال: التيارات الهادرة على موقع IMDb (الإنجليزية)
- الأدميرال: التيارات الهادرة على موقع ميتاكريتيك (الإنجليزية)
- الأدميرال: التيارات الهادرة على موقع روتن توميتوز (الإنجليزية)
- الأدميرال: التيارات الهادرة على موقع ألو سيني (الفرنسية)
- الأدميرال: التيارات الهادرة على موقع أول موفي (الإنجليزية)
- الأدميرال: التيارات الهادرة على موقع بوكس أوفيس موجو (الإنجليزية)
- الأدميرال: التيارات الهادرة على موقع فيلمافينيتي (الإسبانية)
- الأدميرال: التيارات الهادرة على موقع قاعدة بيانات الفيلم (الإنجليزية)
- الأدميرال: التيارات الهادرة على موقع ليتربوكسد (الإنجليزية)
- الأدميرال: التيارات الهادرة على موقع كينوبويسك (الروسية)